# IN THE HOLE
『IN THE HOLE』（イン・ザ・ホール）は、ZI:KILLの通算4枚目のオリジナルアルバム。1992年10月28日にキングレコードから発売された。初回プレス限定ピクチャーCD。 

## 解説
ZI:KILLのメジャー2ndアルバム。先行シングル「SLOW DOWN」とそのカップリング「IN THE HOLE」を含む全11曲。
初動売上は約3万枚で前作を数百枚上回り、最終的には5万枚弱を売り上げた。この初動売上はZI:KILLのアルバム最大初動売上記録である。オリコンチャートでは前作同様トップ10入りを果たした。
2曲目に収録された「華麗」は、インディーズ時代に配布され、その後アルバム『真世界 〜REAL OF THE WORLD〜』再発盤に収録された曲の再録ヴァージョン。
4曲目に収録された「kiss me good-bye」は演奏時間が8分を超え、ZI:KILL最長の曲である。また「SLOW DOWN」はそれに次いでZI:KILL史上2番目に長い曲である。
7曲目の「CRACK EYE」はエクスタシーレコードからリリースされたヒストリーアルバム『TOMORROW...』に初収録された曲だが、別ヴァージョンである。

## 収録曲
| 全作詞: TUSK、全編曲: ZI:KILL & HOPPY KAMIYAMA。 |                      |           |         |      |
| #                                                | タイトル             | 作詞      | 作曲    | 時間 |
| 1.                                               | 「IN THE HOLE」      | TUSK      | KEN     | 1:30 |
| 2.                                               | 「華麗」             | TUSK      | KEN     | 3:34 |
| 3.                                               | 「TOUCH ME」         | TUSK      | KEN     | 4:32 |
| 4.                                               | 「kiss me good-bye」 | TUSK      | KEN     | 8:40 |
| 5.                                               | 「SLOW DOWN」        | TUSK      | KEN     | 6:52 |
| 6.                                               | 「AC/DC」            | TUSK      | SEIICHI | 1:16 |
| 7.                                               | 「CRACK EYE」        | TUSK      | KEN     | 6:09 |
| 8.                                               | 「NO MORE TO SAY」   | TUSK      | KEN     | 3:04 |
| 9.                                               | 「HEAVY DAMAGE」     | TUSK      | KEN     | 4:23 |
| 10.                                              | 「Mr. Market」       | TUSK      | KEN     | 4:05 |
| 11.                                              | 「Miss You」         | TUSK      | KEN     | 3:56 |
| 合計時間:                                        | 合計時間:            | 合計時間: | 47:53   |      |